# خزافة مينوسية

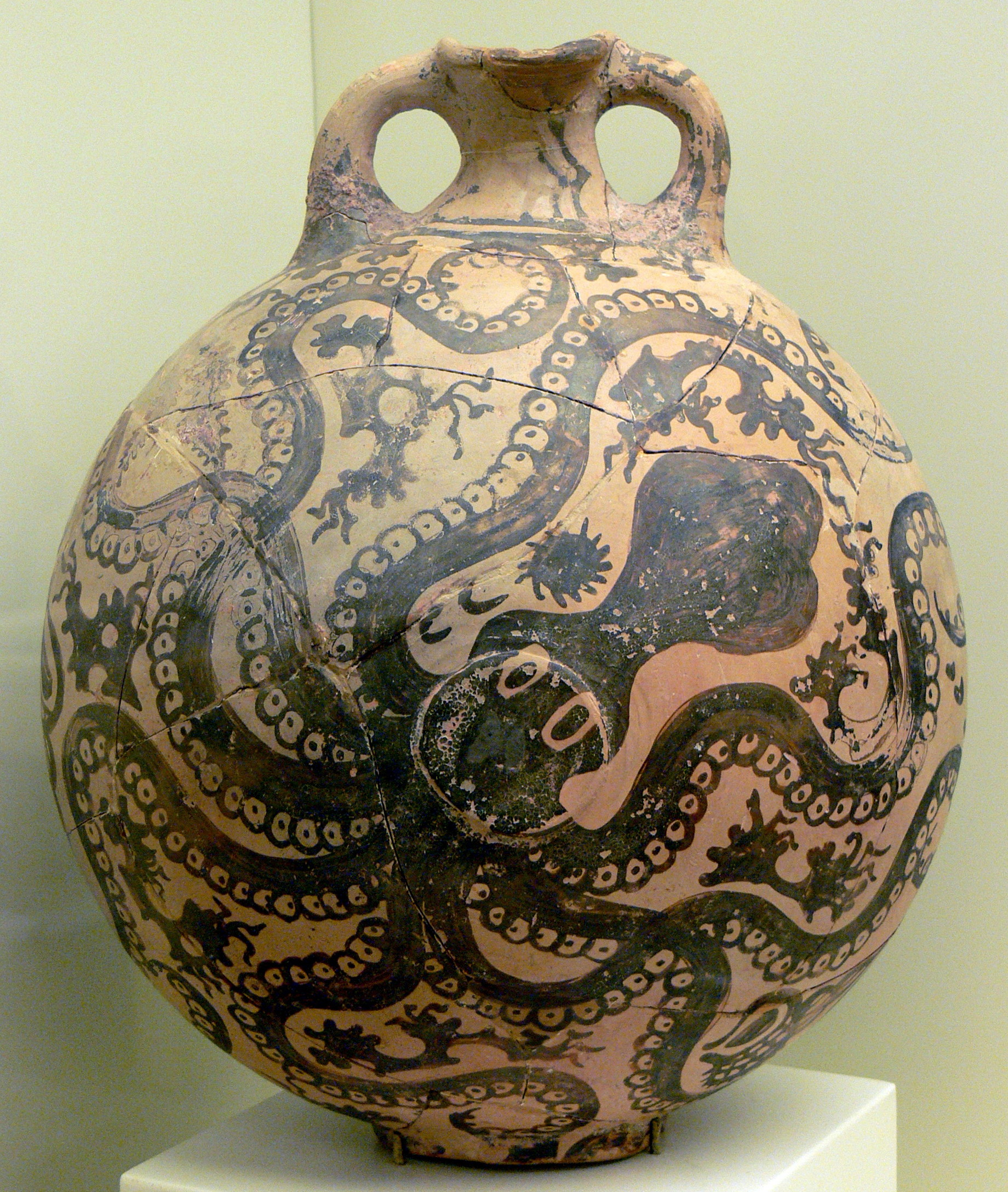
مثال عن خزافة مينوسية

استخدم الخزف المينوسي كأداة تأريخ للحضارة المينوسية الصامتة. والتي يكشف التسلسل المضطرب لأساليبها الفنية التي كانت تنضج بسرعة شيئًا عن استمتاع الرعاة المينوسيين بالتجديد بينما يساعد علماء الآثار في تعيين التواريخ النسبية لطبقات مواقعهم. عُثر على الأواني المحتوية على الزيوت والمراهم، والتي صُدرَّت في القرن الثامن عشر قبل الميلاد من جزيرة كريت، في مواقع بين جزر بحر إيجة والبر الرئيسي لليونان، وفي قبرص، وعلى طول سوريا الساحلية، وفي مصر، مظهرةً الاتصالات التجارية الواسعة للمينوسيين.
يتضمن الخزف الآنية متنوعة الأشكال، والتي كما هو الحال مع الأنواع الأخرى من الخزف اليوناني القديم قد يشار إليها مجتمعةً بـ «المزهريات»، وأيضًا بـ «التراكوتا»، والتماثيل الخزفية الصغيرة، ونماذج المباني وبعض الأنواع الأخرى. تقع بعض القطع، خاصة الكؤوس على شكل قرون الشراب، في التداخل بين القسمين، كونها آنية للسوائل ولكن بالأساس قطع منحوتة. أنتج العديد من الأشكال الخزفية أيضًا، خاصة كؤوس قرون الشراب، من الصخور اللينة مثل الستياتيت (الحجر الصابوني)، ولكن لم يكن هناك تداخل بينها وبين أشكال الأواني المعدنية، كما صنعت صناديق توابيت خزفية لرماد الجثث المحروقة، كما هو الحال الآن في هانوفر.
جاءت أرقى الإنجازات في أواخر الحقبة المينوسية، مع خزف القصر المسمى بأواني الكماريس (Kamares ware)، والخزف المينوسي المتأخر المزخرف عليه بالكامل «الطراز البحري» و«الطراز الزهري». كان ذلك (الخزف) يصدر على نطاق واسع في جميع أنحاء حضارات بحر إيجه وأحيانًا ما وراءها، وكانت تلك هي اللحظات المهمة لتقليد الخزف المينوسي.
المجموعة الأفضل والأكثر شمولاً موجودة في متحف هيراكليون الأثري (AMH) في جزيرة كريت (حيث توجد معظم القطع الموضحة).

## التسلسل الزمني التقليدي

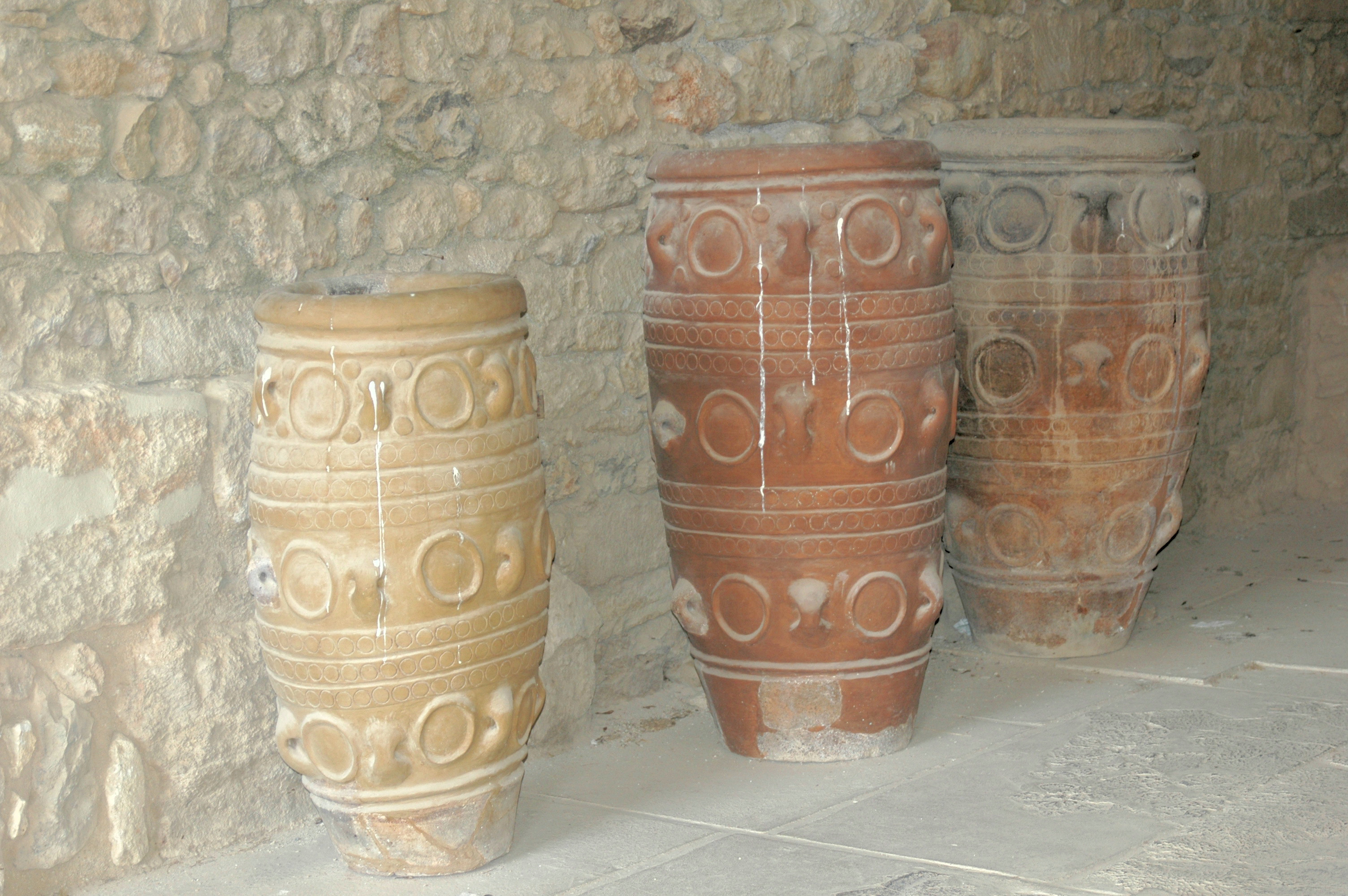
جرار تخزين كنوسوس

أنشأ السير آرثر إيفانز التسلسل الزمني التقليدي لتأريخ الحضارة المينوسية في السنوات الأولى من القرن العشرين الميلادي. لا تزال مصطلحاته وتلك التي اقترحها نيكولاس بلاتون مستخدمةً بشكل عام وتظهر في هذا المقال.
صنف إيفانز الخزف الرفيع (دقيق الصنع) حسب التغيرات في أشكاله وطرز زخرفته. ركز بلاتون على التاريخ الاستطرادي (العرضي) لقصر كنوسوس. تتضمن الطريقة الجديدة، تحليل نسيج الطفال، التحليل الجيولوجي للشقف الخشنة وغير المزخرفة عادةً كما لو كانت صخورًا. ترتكز التصنيفات الناتجة على مكونات (تركيب) الشقف.

## الإنتاج والتقنيات
يُعرف القليل عن الطريقة التي أنتج بها الخزف، لكنه على الأغلب قد أنتج في ورش حرفية صغيرة، تجمعت غالبًا في مستوطنات بالقرب من مصادر الطمي الجيدة لصناعة الخزف. بالنسبة للعديد منهم، قد يكون العمل بصناعة الخزف نشاطًا موسميًا، مقترنًا بالزراعة، رغم أن حجم وإتقان الأواني اللاحقة يشير إلى وجود متخصصين بدوام كامل، وفئتين من الورش، إحداهما تعمل على تموين القصور. هناك بعض الأدلة أن النساء أيضًا كن خزافات. استخلص بحث علماء الآثار لفهم ظروف إنتاج الخزف مقارنات مبدئية مع جوانب كلٍ من حرفيي الريف الكريتي المحدثين وصناعات العصر البرونزي في مصر وبلاد مابين النهرين الموثقة بشكل أفضل. في لغة المينوسيين المكتوبة (Linear B) الكلمة المقابلة لكلمة الخزاف هي "ke-ra-me-u".
من الناحية التقنية، استخدمت البطانات السائلة على نطاق واسع، مع فهم جيد لمجموعة متنوعة من التأثيرات. يبدو أن عجلة الخزاف أصبحت متاحة بداية من فترة ما قبل العصر المينوسي الوسيط، إلا أن التقنيات «اليدوية» الأخرى لتشكيل الجسم ظلت قيد الاستخدام، وكانت لازمة للأجسام ذات الأشكال النحتية.  لم تستخدم طلاءات الخزف الزجاجية، ولم تُحرق أيٌ من الأواني إلى درجات حرارة عالية جدًا، إذ ظلت فخارًا أو تراكوتا. تبقي كل هذه الخصائص صحيحة أيضًا للخزف اليوناني اللاحق طوال فترته عظيمة الامتداد. كان لأرقى الآنية أجسام رقيقة الجدران للغاية. يطور تنقيب فرن مهجور من العصر المينوسي المتأخر في كوموس (ميناء فايستوس)، بكامل «مصبوباته التالفة» (الخزفيات مشوهة الشكل)، فهم تفاصيل الإنتاج. تظهر طرز الخزف تنوعًا إقليميًا كبيرًا في جزيرة كريت في فترات عديدة.

## أوائل الحقبة المينوسية
هذه فقط مقدمة موجزة عن موضوع الخزف المينوسي المبكر، مع التركيز على بعض الطرز المعروفة بشكل أكبر؛ ولا ينبغي اعتبارها شاملة. المجموعة المتنوعة من الأشكال معروفة. تتميز هذه الفترة عمومًا بعدد كبير من الأواني المحلية مع تكرار وجود الواردات والواردات الموازية السيكلادية، مما يشير إلى وجود مجموعة من السكان المتباينين في العرق (كرقعة الشطرنج؟) مستمدين من مختلف مواقع  شرق بحر إيجة أو حتى على نطاق أوسع. الدليل منفتح للتأويل بالتأكيد، فليس هناك ما هو حاسم.
نهاية العصر الحجري الحديث وبدايات العصر المينوسي الأول (FN, EM I)
استمر الخزف المينوسي المبكر، إلى حد ما، وربما تطور من خزف نهايات العصر الحجري الحديث (FN) بدون انقطاع طويل. يشير العديد[من؟] إلى أن الحضارة المينوسية تطورت في موضعها ولم تستورد من الشرق. سمة أخرى مهمة هي التباين بين كل موقع وآخر، مما يدل على الطابع المحلي للتقاليد الاجتماعية المينوسية المبكرة.

أجريت الدراسات عن العلاقة بين بدايات العصر المينوسي الأول ونهاية العصر الحجري الحديث بالأساس في شرق كريت. توجد علاقة بين نهاية العصر الحجري والسيكلاديز، بينما تعتبر مستوطنات كل من نهاية العصر الحجري الحديث وبدايات العصر المينوسي الأول معاصرةً لبعضها، بحلول العصر المينوسي المبكر الأول تدريجيًا محل نهاية العصر الحجري الحديث. من بين الاحتمالات الثلاثة، لا توجد هجرة، أو استبدال كلي للسكان الأصليين بالمهاجرين، أو استقرار المهاجرين بين السكان الأصليين، يأخذ هتشينسون نظرة وسطية:
«لم تنته فترة العصر الحجري الحديث في كريت بمأساه؛ بل تطورت ثقافتها إلى العصر البرونزي تحت تأثير تسلل فرق صغيرة نسبيًا من المهاجرين من الجنوب والشرق، حيث كان النحاس والبرونز مستخدمين منذ وقت طويل.»

### أواني برغوس
تتضمن أنواع بدايات العصر المينوسي الأول أواني برغوس والمسماة أيضًا «الأواني المصقولة». كان الشكل الرئيسي هو «الكأس»، أو كأس أركالوشوري، وفيه يمكن وضع الكوب مع حامل على شكل قمع على السطح الصلب دون أن ينسكب. نظرًا لأن موقع برغوس كان ملجأً صخريًا يستخدم كمعظمة (مدفنٌ لعظام الموتى)، فيفترض البعض الاستخدام الاحتفالي. كان هذا النوع من الخزف أسودًا أو رماديًا أو بنيًا، ومصقولًا، بنوع من الحز الخطي المنقوشة. قد يكون تقليدًا للخشب.

### الأواني المحززة (المزخرفة بالحزّ)
نوع آخر من أنواع بدايات العصر المينوسي الأول هو الأواني المحززة (المزخرفة بالحزّ)، والمسماة أيضًا بالأواني المنقوشة، وهي عبارة عن أباريق مشكلة يدويًا ذات قاعدة دائرية، ومصقولةً بلون داكن[مثال؟] وأكواب وجرار بصلية الشكل («أوعية القربان المقدس»). كانت الزخرفة المفضلة هي أنماط الخطوط المحززة، الرأسية، أو الأفقية، أو اللولب المزدوج. هذه الأواني من شمال وشمال شرق جزيرة كريت ويبدو أنها مشكلةٌ على غرار مرحلة كامبوس (Kampos) من الجروتا بيلوس (Grotta-Pelos) ثقافة بدايات العصر السيكلادي الأول. اقترح البعض الواردات أو الهجرات.

## معرض صور

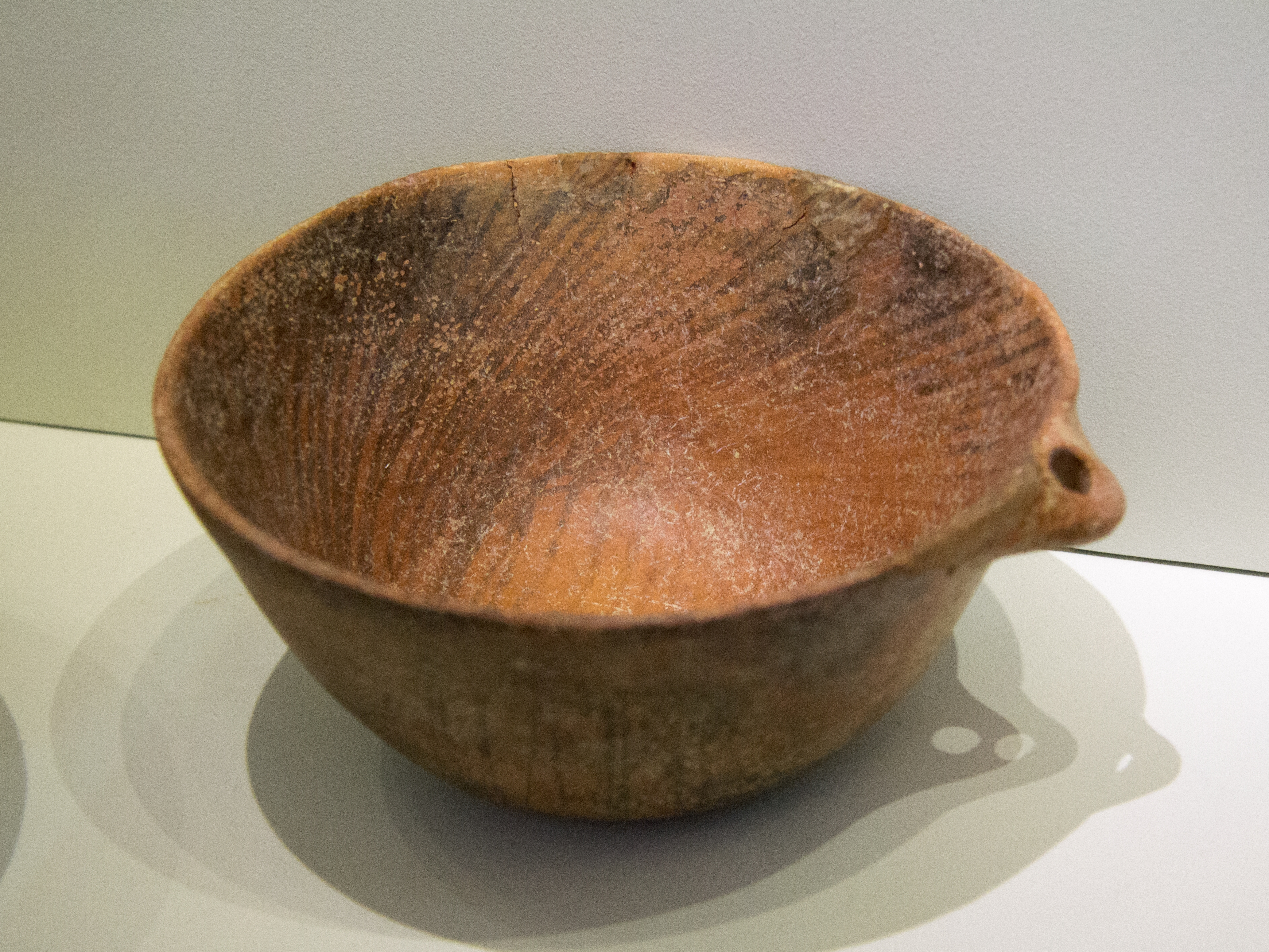
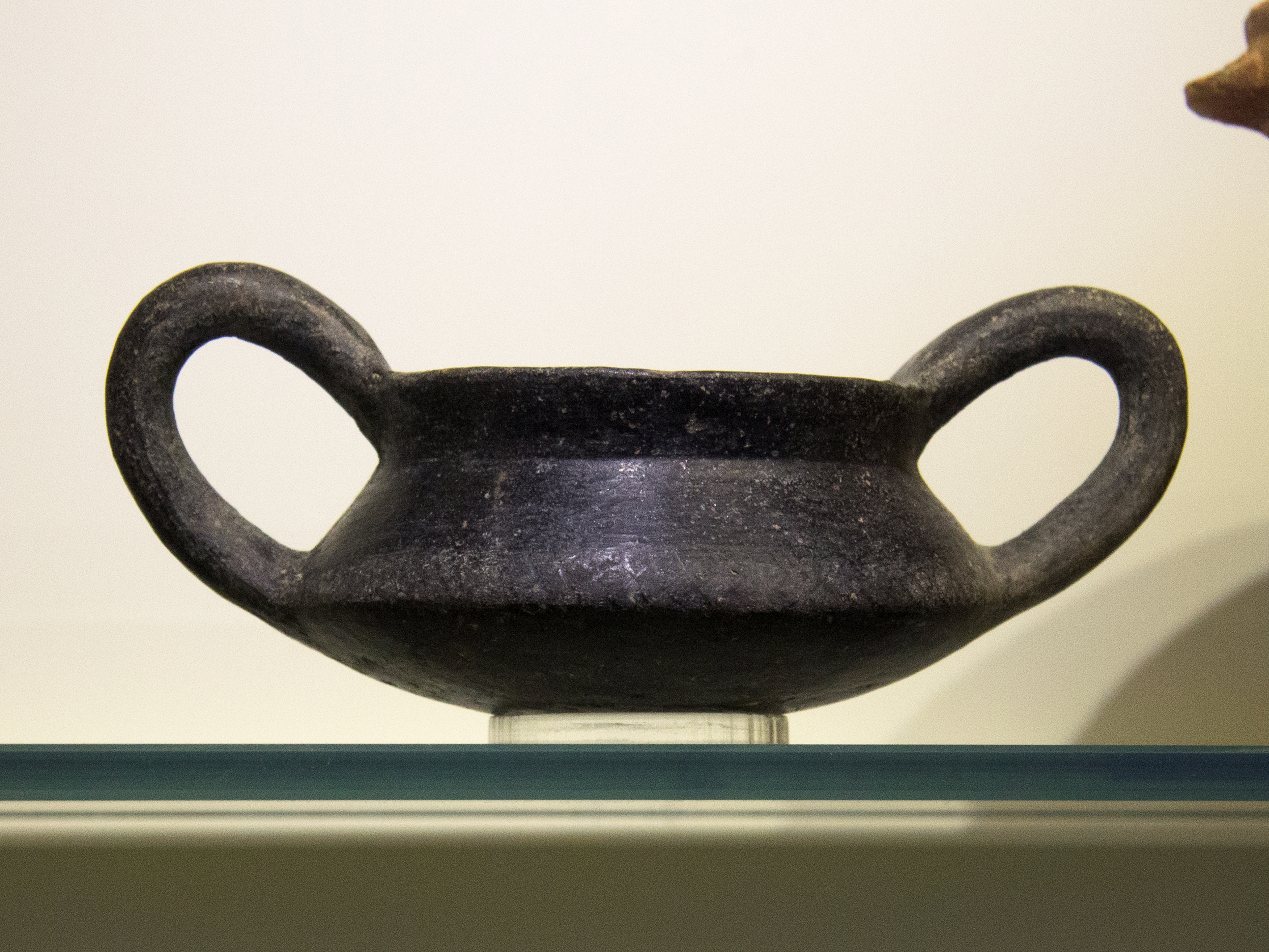
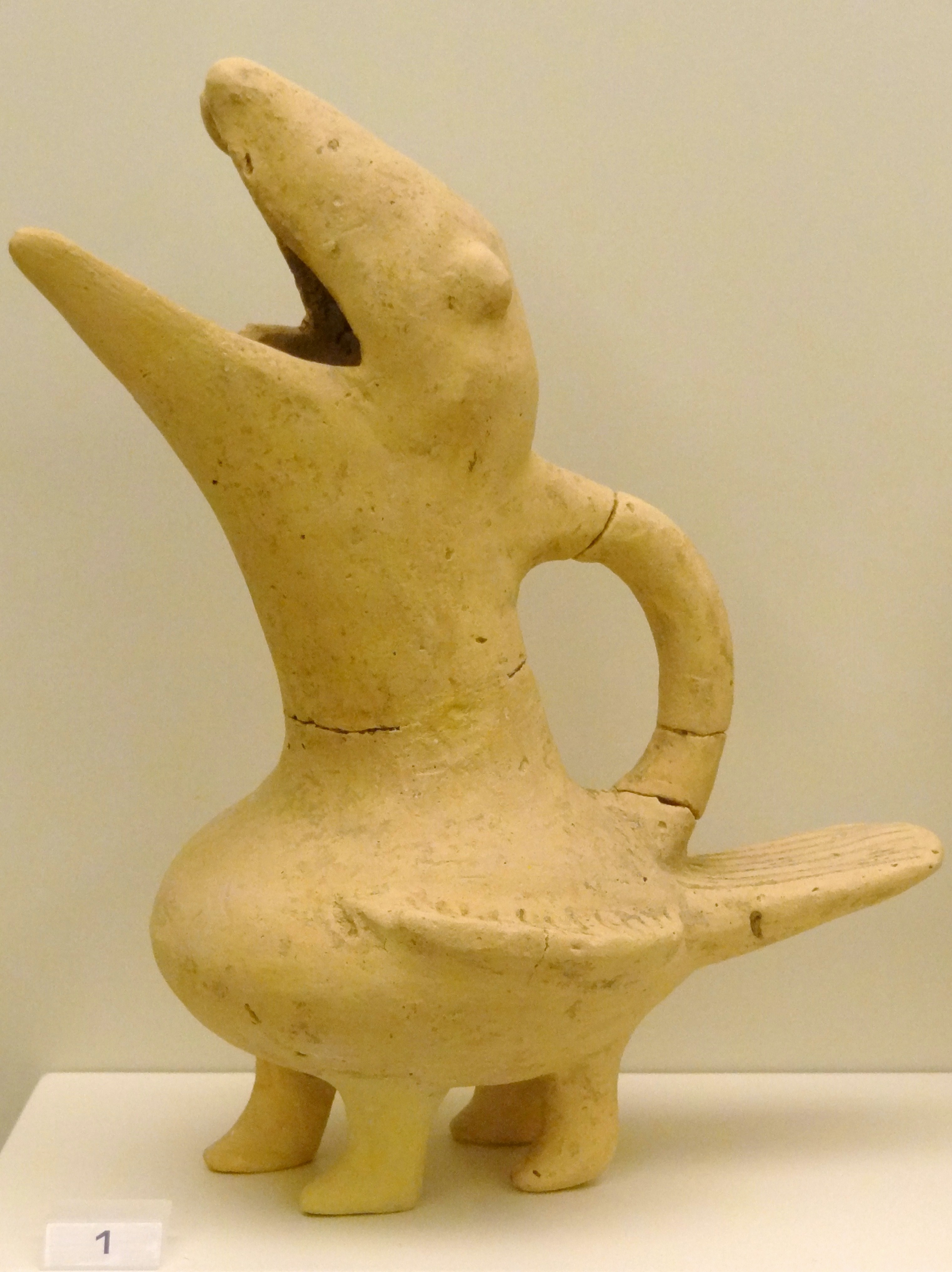